# بن ساندرز (مؤلف)
بن ساندرز (بالإنجليزية: Ben Sanders)‏ (1989، أوكلاند في نيوزيلندا)؛ روائي نيوزيلندي.